# OMX Helsinki 25
OMX Helsinki 25 (vroeger bekend als de HEX25) is een aandelenindex op de effectenbeurs van Helsinki. In deze aandelenindex zijn de 25 meestverhandelde aandelen opgenomen. De maximale wegingsfactor voor een enkel aandeel is 10%, dat is voornamelijk om een grens te stellen aan bedrijven als Nokia.

## Fondsen
De volgende 25 bedrijven maken deel uit van de index:
- Cargotec
- Elisa
- Fortum
- Huhtamäki
- Konecranes
- Kemira
- Kesko
- KONE

- Metsä Board
- Metso
- Neste Oil
- Nokia
- Nokian Renkaat
- Nordea AB
- Orion Oyj
- Outokumpu

- Outotec
- Sampo
- Stora Enso
- Telia
- Tieto
- UPM-Kymmene
- Valmet
- Wärtsilä